# Eduard Pötzl

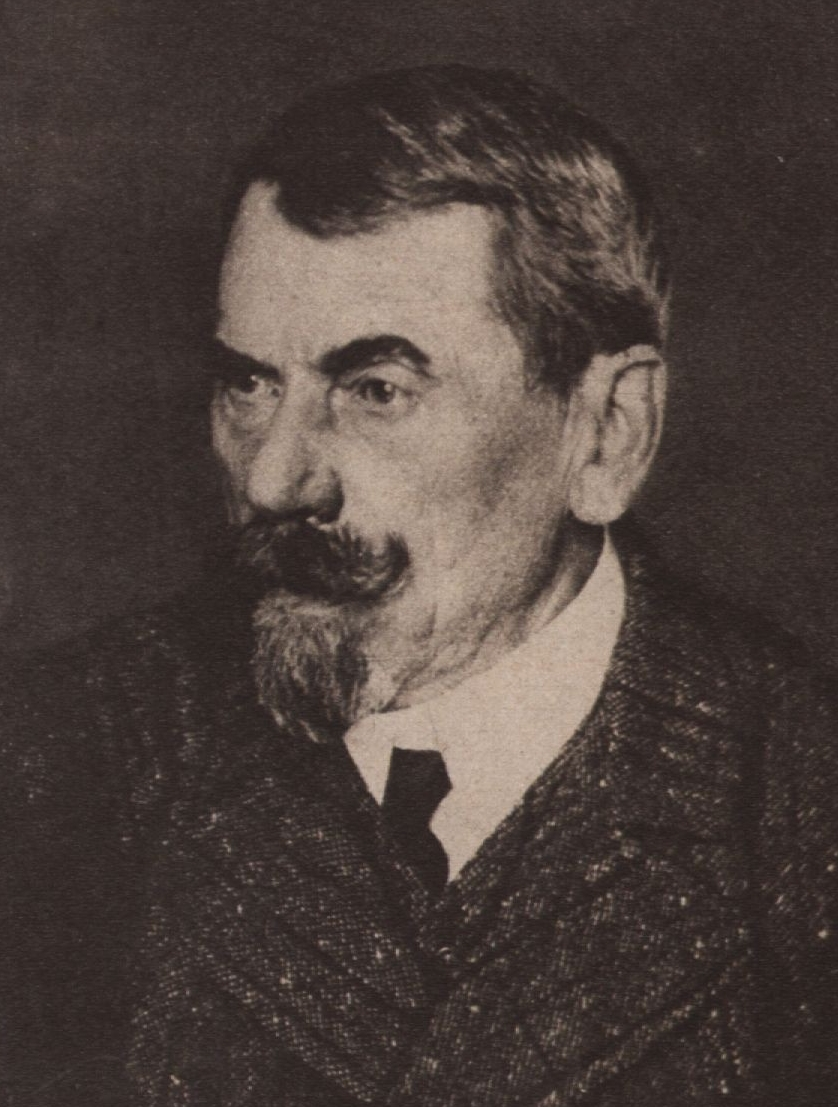
Eduard Pötzl in seinen späten Jahren (publiziert mit einem Nachruf)

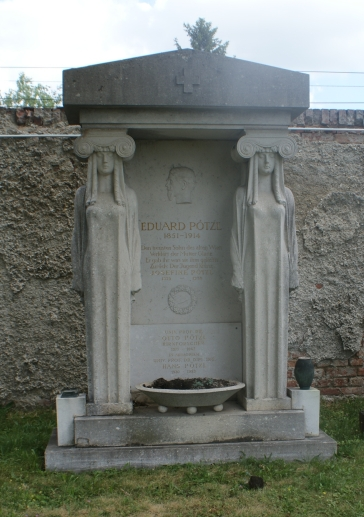
Grabstätte von Eduard Pötzl

Eduard Pötzl, Pseudonym: Kleinpetz (* 17. März 1851 in Wien, Kaisertum Österreich; † 21. August 1914 in Mödling, Österreich-Ungarn), war ein österreichischer Journalist und Feuilletonist.

## Leben
Eduard Pötzl, Sohn des aus Mähren zugewanderten k.k. Notars Georg Pötzl und dessen Ehefrau Katharina, geb. Aischer, aus einer Weinhauerfamilie in Neustift am Walde (seit 1892 Stadtteil Wiens), wuchs in Wiener Neustadt auf und besuchte dort das Gymnasium, nach der Übersiedlung nach Wien dann das Piaristengymnasium, wo er maturierte. Von 1869 bis 1871 war er Beamter bei der Kaiser-Franz-Josefs-Bahn und studierte daneben von 1870 bis 1873 an der Universität Wien Rechtswissenschaft. Wegen des frühen Todes seines Vaters und weitgehenden Vermögensverlustes beim Börsenkrach 1873 konnte er das Studium aber nicht vollenden und musste sich um den Lebensunterhalt der Familie kümmern.
Er arbeitete zunächst kurz als Journalist bei den Wiener Neustädter Nachrichten. Ab 1874 war er Redakteur bei der Wiener Tageszeitung Neues Wiener Tagblatt, als Zeitung für eher kleinbürgerliches Publikum lang das auflagenstärkste Blatt Wiens, und war bis 1884 für die Gerichtssaalberichterstattung zuständig. Danach war er als Feuilletonist tätig; er prägte die kulturelle Richtung der Zeitung und wurde einer ihrer populärsten Mitarbeiter. Als der rechtsradikale Georg von Schönerer 1888 mit 27 Verbündeten in die NWT-Redaktion im Steyrerhof einfiel, um die vermeintlichen Schandblattjuden zu verprügeln, kam auch der nichtjüdische Pötzl zum Handkuss. Seit 1890 wohnte er im Heiligenkreuzer Hof, wo er Biedermeiermöbel sammelte, wenige Schritte von der Redaktion entfernt.
Pötzl schrieb Humoresken auf das Leben in Wien und war als Meister der Lokalskizze bekannt. Seine scharf gezeichneten Schilderungen des Wiener Alltags fanden regen Widerhall bei einer immer größer werdenden Leserschaft. Mit dem „Herrn von Nigerl“ schuf Pötzl einen Charakter des Wiener Spießers und mit dem „Gigerl“ den eines Modegecken. Pötzl war auch einer der Autoren des 1895 erschienenen Sammelwerks Wienerstadt. Lebensbilder aus der Gegenwart. Seine Zeitungsbeiträge (Skizzen) wurden regelmäßig in Büchern zusammengefasst, die sich sehr gut verkauften; 1906 erschien sein Gesamtwerk mit einem Vorwort von Peter Rosegger in 18 kleinen Bänden.
Als Mark Twain Wien 1897 besuchte, wurde Pötzl zur wichtigsten Wiener Bezugsperson des US-amerikanischen Autors. Nach Peter Payer waren Pötzl und sein Umfeld Teil der aristokratisch-bürgerlichen Ringstraßengesellschaft. Karl Kraus und Pötzl standen einander sehr ambivalent gegenüber.
Zu seinem 60. Geburtstag beschloss der Wiener Gemeinderat am 3. März 1911 in Anerkennung seiner hervorragenden literarischen Leistungen das taxfreie Bürgerrecht  für ihn. Von 1912 an war Pötzl nach einer Fleischvergiftung kaum noch in der Lage zu publizieren; am 26. März 1913 erschien sein letzter Artikel im NWT, der seinem Freund gewidmet war, dem Illustrator und Maler Wilhelm Gause.
Am 23. August 1914 wurde er in einem von der Stadt Wien gewidmeten Ehrengrab auf dem Wiener Zentralfriedhof (Gruppe 0, Reihe 1, Nummer 71) beigesetzt; das Grabdenkmal von Josef Engelhart wurde am 24. Oktober 1916 enthüllt.
1925 wurde ihm zu Ehren die Josef-Friedl-Gasse in Eduard-Pötzl-Gasse umbenannt.

## Werke

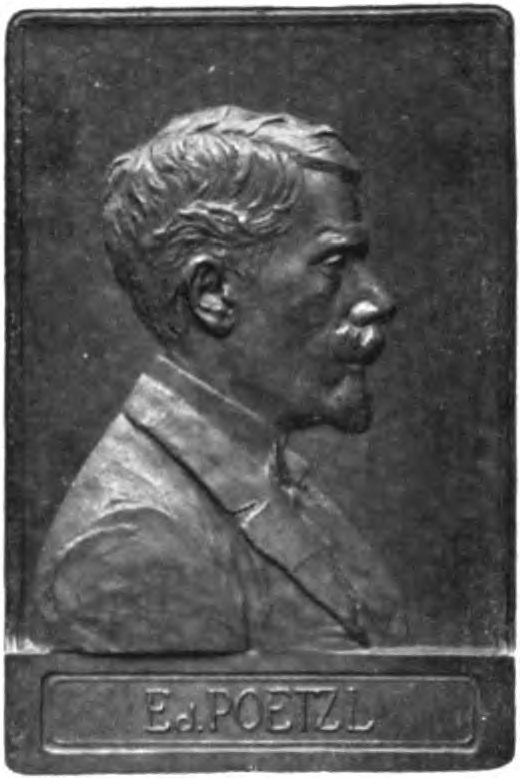
Eduard Pötzl
(Medaillon von Peter Breithut, 1896)

- Wiener Skizzen aus dem Gerichtssaal (1884)
- Jung Wien (1885)
- Die Leute von Wien (1889) online
- Wiener von heute (1891)
- Der Herr von Nigerl (1892)
- Wiener Schattenbilder (1892)
- Wiener Zeitbilder (1897)
- Hoch vom Kahlenberg (1898) online
- Zeitgenossen (1905) online
- Wiener Skizzen (1906)
- Wiener Tage (1906) online
- Donauluft (1912) online
- Großstadtbilder: Reportagen und Feuilletons – Wien um 1900, Herausgegeben und kommentiert von Peter Payer, Löcker, Wien 2012, ISBN 978-3-85409-632-0.